# Leuconostoc mesenteroides
Leuconostoc mesenteroides ist eine weit verbreitete Milchsäurebakterienart, die zur Gattung Leuconostoc gehört. Es handelt sich um grampositive Bakterien, die im mikroskopischen Bild als Kokken erscheinen, dabei kommen sie einzeln, als Diplokokken und als kurze Ketten von Kokken vor, wobei neben der für Kokken typischen kugeligen Zellform auch ovale Zellformen zu beobachten sind. Leuconostoc-Arten sind in der natürlichen Umwelt weit verbreitet; sie spielen bei verschiedenen industriellen und Lebensmittel-Fermentationen eine wichtige Rolle.

## Vorkommen
Leuconostoc mesenteroides kann von vielen Pflanzenoberflächen isoliert werden, wobei dies bei intakten, aber auch bei sich zersetzenden Pflanzenteilen der Fall ist, sein Vorkommen auf Weißkohl ist verantwortlich für die Sauerkrautgärung.

## Merkmale
Als typische Vertreter der Milchsäurebakterien sind sie mikroaerophil(aerotolerant) oder strikt anaerob, sind dabei jedoch Katalase-negativ und Oxidase-negativ. Sie sind jedoch in der Lage, Cytochrome zu bilden, wenn sie auf Nährböden kultiviert werden, die Hämine oder Blut enthalten. In diesem Fall zeigen sie dann eine positive Reaktion im Oxidase-Test. Weiterhin ist ein für Milchsäurebakterien typisches Kennzeichen der Bedarf an komplexen Wachstumsfaktoren und Aminosäuren bei der Kultivierung.
Leuconostoc mesenteroides bildet keine Endosporen und ist unbeweglich. Diese Bakterien können zahlreiche Kohlenhydrate zur Energiegewinnung verwerten, z. B. Glucose, Fructose, Galactose, Saccharose und Maltose, wobei sie interessanterweise Lactose nicht gut verwerten können. Sie werden zwar zu den Milchsäurebakterien gezählt, da sie in der Fermentation Milchsäure bilden, können aber in Milch nicht gut wachsen. Typisch ist außerdem die Bildung von Dextran aus dem Substrat Saccharose.
Die Dextrane werden von dem Bakterium nach außen an die Zelloberfläche abgegeben, um einen Schutz vorm Austrocknen und eine Anheftung an die Oberflächen der Umgebung zu fördern. Zur Bildung werden einzelnen Glucosemoleküle zu α-1,6-Polymere zusammengefügt. Mit α-1,3 und α-1,4-Verknüpfung werden Seitenketten angefügt.
Der Gattungsname lässt sich auf das Aussehen der Kolonien zurückführen (leukos aus dem Altgriechischen bedeutet "weiß"), der Artname verweist auf die Anordnung der Zellen zu Ketten (von altgriechisch mesenterion "Gekröse" sowie eidos "Aussehen"). Das Genom der Unterart Leuconostoc mesenteroides ssp. cremoris (Stamm ATCC 19254) wurde im Jahr 2009 vollständig sequenziert.
Das Temperaturoptimum zur Kultivierung von Leuconostoc mesenteroides liegt im Bereich von 20 – 25 °C, somit zählt das Bakterium zu den mesophilen Organismen, mit Tendenz zur Psychrotoleranz. Der optimale pH-Wert für das Wachstum liegt im Bereich von pH 6,2 bis 6,5.

### Stoffwechsel
Unter aeroben, anaeroben und mikroaerophilen Bedingungen wird eine heterofermentative Milchsäuregärung durchgeführt. Glucose und andere Hexosen werden über den Pentosephosphatweg zu einer äquimolaren Menge D-Milchsäure, Ethanol und Kohlenstoffdioxid umgewandelt.
Andere Stoffwechsel-Wege beinhalten die Umwandlung von Acetyl-CoA zu Acetoin und Diacetyl, wobei letzteres bei der Herstellung milchsaurer Lebensmittel von Bedeutung ist.

### Nachweise
Das Bakterium ist gut in MRS-Bouillon kultivierbar, die bei Temperaturen von bis zu 30 °C inkubiert wird. Biochemische Tests zur Identifizierung beinhalten, wie bereits beschrieben, den Katalase- und Oxidase-Test, sowie typische Tests aus einer "Bunten Reihe", dabei verhält sich Leuconostoc mesenteroides Urease-negativ, negativ bei der Nitratreduktion, negativ bei der Indol-Bildung und positiv in der Voges-Proskauer-Reaktion, falls es sich um eine Unterart handelt, die Acetoin und Diacetyl bildet. Ein darauf basierendes Schnellbestimmungssystem im Miniaturformat (Analytical Profile Index) zur Bestimmung von Streptokokken ist kommerziell verfügbar und umfasst auch den Nachweis von Leuconostoc-Arten.

## Industrielle Bedeutung
Bakterien der Art Leuconostoc mesenteroides spielen bei verschiedenen industriellen und Lebensmittel-Fermentationen eine wichtige Rolle. Bei der Herstellung von Silage und Sauerkraut erfolgt die Fermentation meist durch natürlicherweise auf den Pflanzenteilen vorhandene Bakterienstämme; um Fehlgärungen zu vermeiden, wird bei der industriellen Produktion von Sauerkraut aber auch häufig Leuconostoc mesenteroides hinzugefügt.
In Molkereien wird die Unterart Leuconostoc mesenteroides ssp. cremoris gezielt als Starterkultur bei der Käse- und Butterherstellung verwendet. Bei der heterofermentativen Milchsäuregärung ist Acetyl-CoA ein Metabolit, aus dem Ethanol entstehen kann. Ein anderer Stoffwechselweg von Leuconostoc mesenteroides ssp. cremoris ermöglicht jedoch auch die Umwandlung zu Diacetyl, hierbei handelt es sich um einen Aromastoff, der für den typischen Buttergeruch verantwortlich ist. Daher wird diese Unterart bei der industriellen Herstellung von Butter und Buttermilch – aber auch von Joghurt – zur Aromatisierung hinzugefügt, um natürlicherweise Diacetyl zu produzieren.
Die Bildung von Dextran-Schleimen führt bei Zuckerrohr bei Befall mit Leuconostoc mesenteroides zu Problemen bei der Gewinnung von Rohrzucker (Saccharose) aus der Pflanze. In der Zuckerindustrie ist Leuconostoc mesenteroides daher auch als "Froschlaich-Bakterium" gefürchtet, da saccharosehaltige Lösungen durch die Dextran-Bildung in eine geleeartige Masse verwandelt werden.
Auf der anderen Seite bieten Dextrane viele Einsatzmöglichkeiten, z. B. als Blutplasma-Ersatzmittel, so dass dieses Exo-Polysaccharid industriell aus Kulturen dieser Bakterienart gewonnen werden kann. Außerdem wird das Bakterium auch bei der Herstellung von Kosmetika, Lebensmitteln, Textil und Papier genutzt.
Beim Bierbrauen ist Leuconostoc mesenteroides in der Regel unerwünscht, da die gebildeten Dextrane zu einem „Langziehen“ der Biere, also zu einer erhöhten Viskosität, führen.